# Rudy Lenners
 (mai 2015).
Si vous disposez d'ouvrages ou d'articles de référence ou si vous connaissez des sites web de qualité traitant du thème abordé ici, merci de compléter l'article en donnant les références utiles à sa vérifiabilité et en les liant à la section « Notes et références ».
Rudy Lenners (né le 29 décembre 1952 à Ougrée) est un batteur belge, membre du groupe allemand de hard rock Scorpions de 1975 à 1977.

## Biographie
Rudy Lenners rejoint Scorpions en 1975 en remplaçant de Jürgen Rosenthal, parti effectuer son service militaire, et à l'occasion de la sortie de l'album In Trance, premier album du groupe à connaître un certain succès et considéré aujourd'hui comme un classique.
L'année suivante, il sort avec le groupe l'album Virgin Killer qui, dans la lignée de In Trance, est un autre album de qualité, classique des Scorpions et du hard rock des années 1970, qui obtient un franc succès au Japon, où il est certifié disque d'or.
Cet album amorce une période de grande popularité du groupe dans le monde entier. Mais il fut aussi le dernier qu'il enregistra avec Scorpions. Rudy n'a joué que sur les deux albums studio In Trance et Virgin killer. Différentes rumeurs coururent sur la raison de son départ comme un présumé problème respiratoire qui l'aurait empêché de jouer, mais Rudy a bel et bien quitté le groupe en bons termes pour des raisons personnelles et fut remplacé par Herman Rarebell dès 1977.
Même s'il a peu participé au processus de composition des albums, Lenners a joué un rôle important dans la montée en puissance du groupe en jouant très efficacement[réf. nécessaire] de la batterie sur ceux qui sont considérés encore aujourd'hui comme les deux meilleurs albums des Scorpions des années 1970[réf. nécessaire], son toucher s'adaptant parfaitement au son caractéristique du groupe[réf. nécessaire] lors de cette période. De plus, ses prestations en public étaient d'une grande qualité musicale[réf. nécessaire].
Rudy Lenners joua par la suite dans des groupes comme Steelover et Such A Noise, puis avec « Substitute » (un hommage aux WHO). Il s'occupe également de groupes en tant que réalisateur artistique et donne des cours de batterie[réf. nécessaire].
Rudy Lenners a été le manager et le directeur artistique du groupe français de sleaze rock SNAKED de 2009 à 2011.
Courant 2016 Rudy Lenners décide de reformer le groupe SteeLover.

## Discographie

### Scorpions
- 1975 : In Trance
- 1976 : Virgin Killer

### Steelover
- 1985 : Glove Me
- 2016 :  Back From The 80'S
- 2018 :  SteeLover (Limited)

### Such a Noise
- 1991 : Such a Noise
- 1992 : Raising the Roof
- 1994 : Be a Devil
- 1996 : Such a Noise
- 2007 : Get Naked

## Publications
- Piqûres de Rappel entretiens avec Guillaume Gaguet. Camion Blanc, 2023, 170 p.  (ISBN 9782378483876).